# Vjazniki
Vjazniki (rusky Вязники) jsou město ve Vladimirské oblasti v Ruské federaci. Při sčítání lidu v roce 2010 měly přes čtyřicet tisíc obyvatel.

## Poloha a doprava
Vjazniki leží na pravém břehu Kljazmy, levého přítoku Oky v povodí Volgy. Od Vladimiru, správního střediska oblasti, jsou vzdáleny přibližně 120 kilometrů východně.
Přes Vjazniki prochází Transsibiřská magistrála a také dálnice M7 z Moskvy do Nižního Novgorodu, Kazaně a Ufy, po které je zde vedena Evropská silnice E22.

## Dějiny
První zmínka o Vjaznikách je z roku 1608. Od roku 1622 byly známé jako poutní místo k zázračné ikoně kazaňské bohorodičky.
Už od 17. století se Vjazniki začaly stávat centrem lněného a konopného průmyslu.
Od roku 1778 jsou Vjazniki městem. 

### Rodáci
- Valerij Nikolajevič Kubasov (1935–2014), kosmonaut
- Petr Ivanovič Skipetrov (*1863), pravoslavný duchovní